# Vaitarani (mitología)
«Río Vaitarani»:  (sánscrito: वैतरणी, romanizado: Vaitaraṇī), también llamado Vaitarana, es un río en las religiones indias. Descrito en el Garuda Purana y otros textos religiosos hindúes, el Vaitarani se encuentra entre la Tierra y el infernal Naraka, el reino de Yama, el dios hindú de la muerte. Se cree que es capaz de purificar los pecados. Se dice que los justos ven el río lleno de agua néctar, mientras que los pecadores lo ven lleno de sangre. El Vaitarani es similar al río Estigia en la mitología griega y el Río Sanzu en la mitología y tradición religiosa de ultratumba en el budismo en Japón.
Se asocia con el Vaitarani Vrata, que se celebra el undécimo día de la fase oscura de la luna. el Krishna Paksha de Margashirsha en el calendario hindú, en el que se adora y dona una vaca, que se cree que lleva a uno a través del terrible río como se menciona en el Garuda Purana, versos 77-82.

## Etimología
La palabra Vaitarani proviene del sánscrito:
- Vaitaraṇī = "aquello que lleva a través" (vi- = a través, taraṇa = cruzar).

El nombre sugiere un medio de tránsito entre dos estados de existencia.

## Ubicación Simbólica y Espiritual
El río no tiene una localización física en el mundo, sino que su existencia es simbólica y espiritual. Se sitúa entre el mundo terrenal y los reinos del más allá, específicamente el camino hacia Yamaloka (el reino de Yama). Según los textos, es el primer gran obstáculo en el viaje post-mortem del alma (atman).
No obstante, algunos textos modernos asocian simbólicamente el río Vaitarani con el actual río Vaitarna en el estado de Maharashtra, India occidental. Esta asociación es más devocional y no debe interpretarse como una equivalencia geográfica directa.

## Descripción en la mitología hindú

### Naturaleza del río
El Río Vaitarani aparece descrito en varios textos puránicos como un río infernal que fluye con sustancias impuras como sangre, pus y excremento. Este río forma una barrera entre el mundo de los vivos y el reino de Yama, el dios de la muerte. El Garuda Purana lo describe como el primer obstáculo que las almas deben cruzar tras fallecer.

### Cruce del río
- Almas virtuosas: cruzan el río montadas en una vaca sagrada (Kamadhenu), sin sufrir.[6]
- Almas pecadoras: deben cruzar sufriendo, siendo atacadas por criaturas infernales.[7]

### Significado ritual
En los rituales funerarios, se hacen ofrendas y donaciones simbólicas para facilitar el cruce del alma fallecida.

## Hinduismo

### Puranas
El Garuda-purana afirma que el Vaitarani se extiende por más de cien Ioyana. Se dice que está lleno de agua y sangre, y abunda en buitres y peces. Los Psicopompos del río transportan a los viajeros a través del río por una tarifa simbólica. Ofrecer una vaca que se le regala a un difunto en el momento de su muerte, llamada la vaca Vaitarani, permite que este pueda cruzar el río en bote.
El Harihareshvara Mahatmya del Skanda-purana menciona un río físico que comprende el Vaitarani y que desemboca en el océano oriental; quien se baña en él se libera para siempre del tormento de Yama.
Vaitarani aparece en el Matsia-purana, el Vamaná-purana y el Padma-purana, lo que revela la etimología de Vaitarani en el Vaitarani Mahatmya, donde se define como Vai (verdaderamente) tarini (salvación). Se cuenta la leyenda que el río fue traído a la tierra desde Patala, debido a la penitencia de Parashurama tras recibir una bendición de Shiva.
El Agní-purana afirma que se deben pronunciar las siguientes palabras al ofrecer un regalo a una persona al borde de la muerte:
Allí está el oscuro río Vaitarani en la temible entrada del lugar del Dios de la Muerte. Doy esta vaca negra para cruzar ese Vaitarani.
— Agni Purana, Capítulo 210
El Deví-bhagavata-purana afirma que el río aterroriza a los pecadores.

### Ramayana
El Ramayana describe a Ravana atravesando al sangriento Vaitarani en su pushpaka vimana.

### Maabharata
El Mahabharata afirma que el Vaitarani es capaz de destruir cualquier pecado. Afirma que las criaturas que caen en el Vaitarani experimentan fluidos malolientes como sangre, agua, flema, orina y heces.

## Sijismo
El río Vaitarani (Gurmukhi: ਵੈਤਰਨੀ) es un río que se dirige a la corte de Yama tras la muerte de una persona. Los hindúes también creen en su existencia. Este río está lleno de sangre, pus, orina y otras impurezas. Despide un olor fétido debido a su inmundicia. En él habitan aves carnívoras, peces, insectos, cocodrilos y otros animales feroces que atacan a quienes lo habitan. Este río tiene fuego en su superficie, y su contenido es extremadamente caliente.
Este río fue creado especialmente para los pecadores. Los pecadores arden en él, y los insectos y otros animales les desgarran la carne al cruzarlo a nado, y a quienes han realizado buenas obras se les proporciona un bote para cruzarlo sanos y salvos.
Menciones del río Vaitarani en las escrituras sijs:
"En el más allá, tendrás que cruzar el río ardiente de llamas venenosas (el río Vaitarani). No habrá nadie más allí; tu alma estará completamente sola. El océano de fuego escupe olas de llamas abrasadoras; los manmukhs obstinados caen en él y se queman allí. ||9||" (Shri Guru Granth Sahib Ji Maharaj, Ang 1026)
No sé nada sobre la sabiduría espiritual, la meditación ni el karma, y mi forma de vida no es limpia ni pura. Por favor, adjúntame al borde del manto del Saadh Sangat, la Compañía de los Santos; ayúdame a cruzar el terrible río (el río Vaitarani). ||1|| (Shri Guru Granth Sahib Ji Maharaj, Ang 702)

## Budismo
El Vaitaraṇī Nadī (sánscrito; Pali: Vetaraṇī Nadī), también conocido como Kṣārodaka Nadī (Pali: Khārodakā Nadī) o Kṣāra Nadī (lit. río cáustico), es reconocido en el budismo como un río que fluye a través del reino de los infiernos. En Asia Oriental se le conoce como 灰河地獄 (chino: Huīhé dìyù; japonés: Haiga Jigoku; coreano: 회하지옥, Hoeha-jiok; vietnamita: Hôi hà địa ngục; lit. Infierno del río de ceniza) o transliterado como 鞞多梨尼河 (chino: Bǐngduōlíní-hé; japonés: Baitarini-kawa).
En la literatura pali, se describe al río fluyendo junto al bosque de hojas de espada Asipattavana. Los seres del infierno intentan bañarse y beber de él, solo para descubrir que espadas y armas afiladas yacen ocultas bajo sus aguas. En sus orillas crecen enredaderas con espinas como lanzas. Sus habitantes son culpables de abortos y de oprimir a los débiles. En el Nimi Jātaka (n.° 541), Mātali le ofreció al justo rey Nimi un recorrido por el cosmos, durante el cual vislumbró a Vetaraṇī en el infierno.
En fuentes Mahāyāna como el Mahāprajñāpāramitāśāstra, Vaitaraṇī es uno de los infiernos menores (utsada) dentro del reino de Avīci. Los pecadores que entran en el río son arrastrados río abajo a un suelo de hierro ardiente. El nombre también se refiere al bosque de espinas de hierro que recorre sus orillas, formando uno de los dieciséis infiernos menores situados fuera de los ocho grandes infiernos. El renacimiento aquí es el resultado de matar animales marinos como peces o tortugas, empujar a otros a caer al agua o arrojarlos a agua hirviendo o helada.

## Jainismo
El Vaitarani no se nombra directamente, pero existe un paralelismo con ríos infernales en los niveles de Naraka. Las almas que descienden por su karma cruzan corrientes ardientes como castigo.